# Ugrunaaluk
Ugrunaaluk – rodzaj dinozaura z rodziny hadrozaurów (podrodzina saurolophinae), żyjący w okresie późnej kredy w Arktyce (Alaska). Pierwszy szkielet tego gatunku odkrył na Alasce Hirotsugu Mori z zespołem naukowców z Florida State University i University of Alaska.
Jest to najdalej na północ występujący gatunek dinozaura spośród znalezionych. Dorosłe osobniki mierzyły prawdopodobnie ok. 9 m długości i były roślinożerne. Jego nazwa pochodzi z języka inupiak i oznacza „starożytne zwierzę pasące się nad rzeką Colville”.